# Echeveria bella
Echeveria bella ist eine Pflanzenart aus der Gattung der Echeverien (Echeveria) in der Familie der Dickblattgewächse (Crassulaceae).

## Beschreibung
Echeveria bella bildet stark verzweigte Pflanzen, deren Triebe Längen von bis zu 5 Zentimeter ausbilden. Die Blattrosetten werden 3 bis 4 Zentimeter im Durchmesser groß. Die linealisch verkehrt lanzettlichen und zugespitzten Blätter werden 2,8 Zentimeter lang und 0,5 Zentimeter breit. Sie sind grün gefärbt.
Der Blütenstand besteht aus Trauben mit jeweils 10 bis 12 Einzelblüten und wird bis 25 Zentimeter lang. Der Blütenstiel wird bis 7 Millimeter lang. Die weit ausgebreiteten bis leicht aufsteigenden Kelchblätter sind linealisch geformt und werden etwa 6 Millimeter lang. Die stumpf 5-kantige Blütenkrone wird etwa 10 Millimeter lang und 6 Millimeter im Durchmesser groß. Sie ist unten korallenrot gefärbt und wird zur Spitze hin gelb.
Die Chromosomenzahl beträgt 2n = 32.

## Verbreitung und Systematik
Echeveria bella ist in Mexiko im Bundesstaat Chiapas verbreitet.
Die Erstbeschreibung erfolgte 1941 durch Edward Johnston Alexander.
Es werden zwei Formen unterschieden:
- Echeveria bella f. bella
- Echeveria bella f. major (E.Walther) Kimnach (Syn. Echeveria bella var. major E.Walther)

## Nachweise